# 26924 Johnharvey
26924 Johnharvey (1996 YZ2) là một tiểu hành tinh vành đai chính được phát hiện ngày 30 tháng 12 năm 1996 bởi R. Tucker ở Goodricke-Pigott Observatory.